# Robert Redford
 Charles Robert Redford Jr. (Santa Mónica, California, 18 de agosto de 1936) es un actor, ecologista y director estadounidense. Ha sido ganador de los premios Óscar y Globo de Oro. A su extensa y apreciada carrera, hay que sumar su condición de sex symbol y seductor para varias generaciones, título que compartió con su colega y amigo Paul Newman, con quien rodó películas de gran éxito.

## Biografía

### Juventud rebelde
Su padre fue Charles Robert Redford Sr. (1914-1991), contable católico de origen irlandés, y su madre Martha Hart (1914-1955), ama de casa. 
Se crio en el barrio oeste de Los Ángeles. En los años 50, su padre trabajó de contable en la Standard Oil y se trasladaron a un suburbio de clase media en el valle de San Fernando. A su madre se le diagnosticó un cáncer y Redford atravesaba entonces una época de rebeldía, pero le gustaba contar historias y dibujar. Una excursión al parque nacional de Yosemite le imprimió un intenso amor por la naturaleza, que influiría en muchas de sus películas.

### Bohemia en Europa y problemas
En 1955 su madre murió a los 41 años de edad. Él abandonó los estudios en 1956 y se fue como artista itinerante a Italia y Francia para probar la vida bohemia de un artista; regresó desilusionado en 1957 y comenzó una vida de rebeldía juvenil sumida en el alcoholismo, asociada a la pérdida de su madre.
En ese mismo año conoció a Lola van Wagenen, una universitaria de clase media acomodada, también miembro de La Iglesia de Jesucristo de los Santos de los Últimos Días de Utah, con la que inició una larga y estable relación que tuvo una influencia muy positiva para Redford. 
Dejó de beber y en 1958 se matriculó en el Instituto Pratt de Nueva York para estudiar arte. Le interesaba el diseño de escenarios y siguió el consejo de estudiar interpretación para aprender más sobre el teatro. Nunca le había atraído el trabajo de actor, pero le agradó la experiencia y su buena apariencia le ayudó a entrar en el séptimo arte.

### Boda y primeros trabajos
En 1958 se casó con Lola y al año siguiente nació su hijo Scott, que falleció pocos meses después por muerte súbita. En ese mismo año uno de sus profesores le consiguió su primer papel en Broadway. En 1960 comenzó a trabajar en la televisión, en la serie Playhouse 90, y a continuación en Perry Mason, Alfred Hitchcock presenta y La dimensión desconocida. A raíz de ello, su padre le llegó a decir: «¿Por qué no te buscas un trabajo de verdad?».
En 1960 Redford y su esposa tuvieron una hija, Shawna, y en 1962 nuevamente un hijo, David James. En esos años compraron una parcela agraria en Utah, donde construyeron una vivienda diseñada por el mismo Redford. Su hija Amy nació en 1970. En 1961 triunfó en Broadway con la obra Sunday in New York.

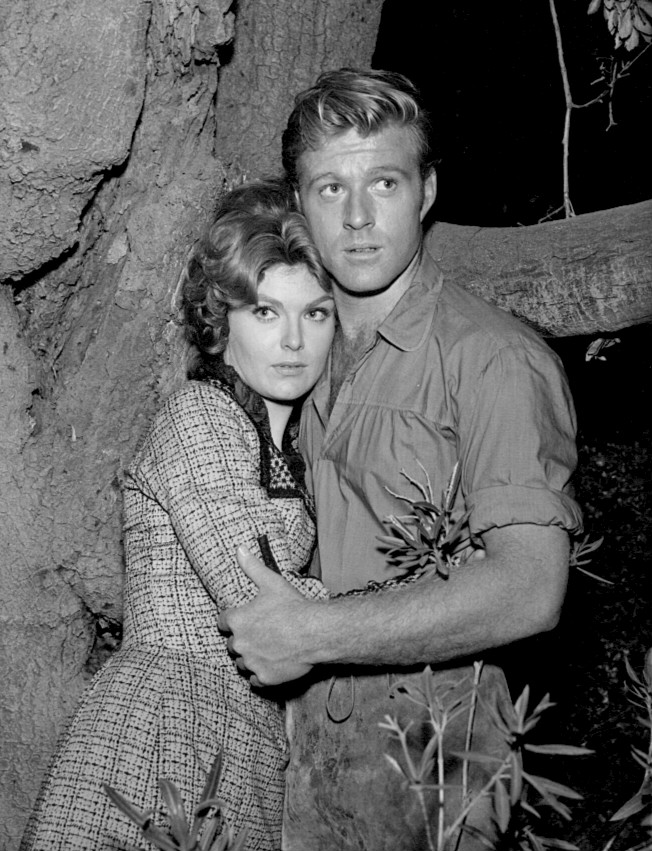
Robert Redford y Patricia Blair en la serie de televisión El virginiano (1964).

### Debut en el cine
En 1962 consiguió su primer papel en un largometraje de cine, War Hunt, de Denis Sanders. A continuación volvió a actuar en Broadway, en la obra Descalzos por el parque, dirigida por Mike Nichols, quien impuso la participación de Redford, a quien había visto en la televisión. Esta obra de teatro le convirtió en estrella de Broadway y fue el trampolín perfecto hacia Hollywood, donde fue contratado en 1964. 
En sus cuatro primeras películas hizo papeles secundarios y no le proporcionaron un éxito digno de mención. Estas películas fueron La rebelde (protagonizada por Natalie Wood), La jauría humana (ambicioso filme de denuncia de Arthur Penn, con un extenso reparto que incluye a Marlon Brando y Angie Dickinson), Situación desesperada y Propiedad condenada.

### Estrellato en el cine
En 1966 se trasladó a España para comenzar una vida bohemia, sin embargo, ese mismo año le ofrecieron un papel como protagonista en la versión cinematográfica de Descalzos por el parque (1967), junto a Jane Fonda, que fue un gran éxito. 
En los años siguientes intervino en varias películas que le consolidaron como actor de prestigio y también como estrella de Hollywood; la primera de ellas en 1969, Butch Cassidy and the Sundance Kid con Paul Newman, con quien congenió rápidamente y se convirtieron en una de las parejas cinematográficas más importantes de la historia del cine. Otras películas de éxito fueron: El candidato (1972), dos filmes dirigidos por Sydney Pollack (el hoy filme de culto Las aventuras de Jeremiah Johnson de 1972, y la romántica y taquillera Tal como éramos de 1973, coprotagonizada por Barbra Streisand), y El golpe (1973), nuevamente con su amigo Newman. Este filme obtuvo siete Óscar y por él recibió Redford su primera nominación, como actor principal. En 1974 rodó El gran Gatsby con Mia Farrow; una producción de ambientación muy cuidada, pero que recibió malas críticas.

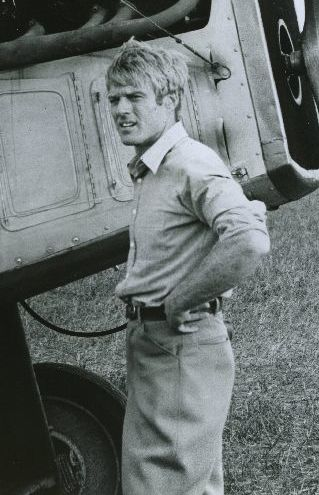
Robert Redford en la película The Great Waldo Pepper (1975).

Redford creó también su propia productora independiente, Wildwood Enterprises, cuya primera película fue Downhill Racer en 1969 (en castellano, El descenso de la muerte), dirigida por Michael Ritchie. 

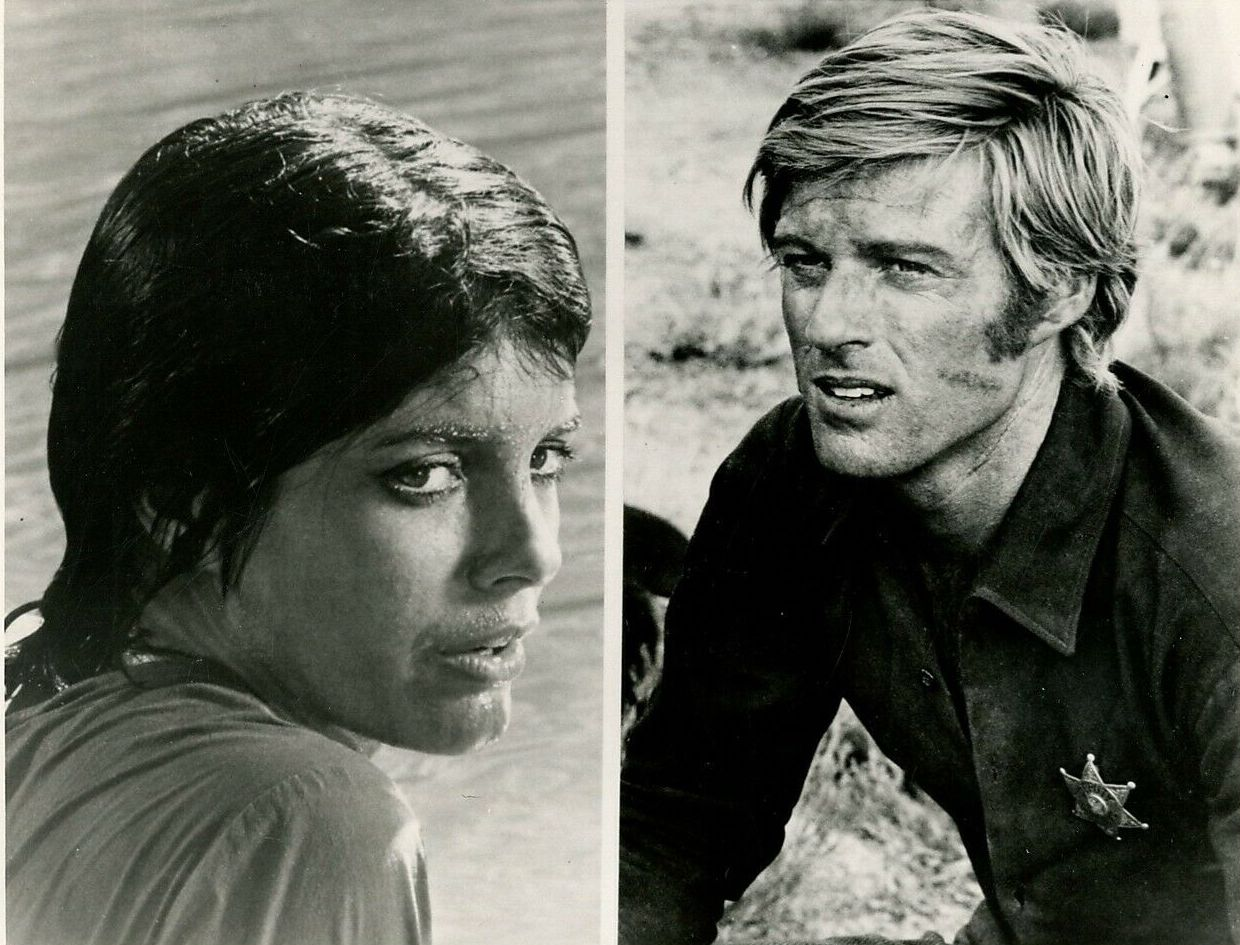
Katharine Ross y Robert Redford para la transmisión televisiva de Tell Them Willie Boy Is Here, 1971.

En 1976 actuó en Todos los hombres del presidente, sobre el caso Watergate, junto a Dustin Hoffman. La película consiguió seis nominaciones a los Óscar, incluida la de mejor película. En 1979, protagonizó El jinete eléctrico junto a Jane Fonda, donde una vez más aparece el amor hacia los caballos que Redford profesa. 
Siguió siendo una estrella con tirón comercial en la década de 1980, donde destacan dos películas: Memorias de África, con Meryl Streep, filme que cosechó siete premios Óscar, entre ellos el de mejor película; y Peligrosamente juntos (1986) con Debra Winger y Daryl Hannah. En 1985 se separó de su esposa Lola tras veintisiete años de matrimonio y ese mismo año comenzó una larga relación de siete años con la actriz brasileña Sonia Braga.

### Trabajos como director
Como director, Redford ya tiene una trayectoria importante, con películas que le valieron el reconocimiento de la profesión y del público. En 1980 se inicia como director con Ordinary People, filme protagonizado por Donald Sutherland y Mary Tyler Moore que obtuvo muy buenas críticas y éxito de taquilla, y que le supuso el Oscar al mejor director. 
Redford dirigió en 1988 Un lugar llamado Milagro, una película bucólica y de fantasía en la que se refleja su amor por la naturaleza y la vida rústica, pero que no tuvo un éxito significativo. 

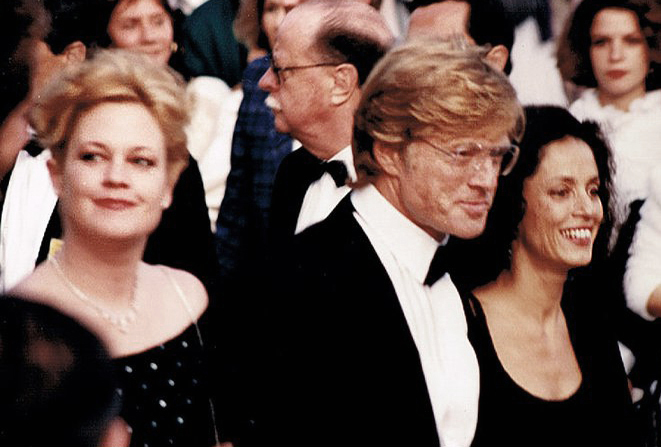
Con Sônia Braga y Melanie Griffith, Cannes 1988.

En 1992 dirige El río de la vida, con Brad Pitt y Tom Skerritt, donde trata de la comunicación entre padres e hijos, un tema recurrente en su vida. 
Posteriormente dirigió Quiz Show, que obtuvo buenas críticas, aunque escasa aceptación en taquilla, y que supuso su segunda nominación a los Óscar como director. Esta cinta fue igualmente nominada al premio como mejor película, pero finalmente resultó derrotada en ambas categorías.
En 1998 dirigió El hombre que susurraba a los caballos, basada en la novela de Nicholas Evans, en 2000 La leyenda de Bagger Vance, y en 2012 The Company You Keep (Pacto de silencio).

### Festival de Sundance
Redford creó en 1980 un centro de enseñanza para jóvenes cineastas, el Instituto Sundance que funciona como Festival en los veranos y como centro de esquí exclusivo en invierno, en sus terrenos de Utah. Llevó adelante esta empresa a costo propio a pesar de no encontrar apoyos. Su instituto subvenciona a nuevas promesas con todos los gastos pagados durante cuatro semanas, proporciona profesores, material técnico y el asesoramiento de grandes profesionales. 
Viendo la calidad de los trabajos decidió crear un festival de cine paralelo para exponer los trabajos de los estudiantes que hoy se ha convertido en el festival de cine independiente más importante del mundo: el Festival de Cine de Sundance, que se celebra todos los eneros desde 1983 en Park City, Utah. Es curioso porque el nombre de la escuela y el festival viene de la película que protagonizó en 1969 con Paul Newman: Dos hombres y un destino, en la que él se llamaba The Sundance Kid. Más tarde adquirió un rancho en Provo donde se aficionó a la crianza de caballos de pura sangre.

### Últimos trabajos como actor

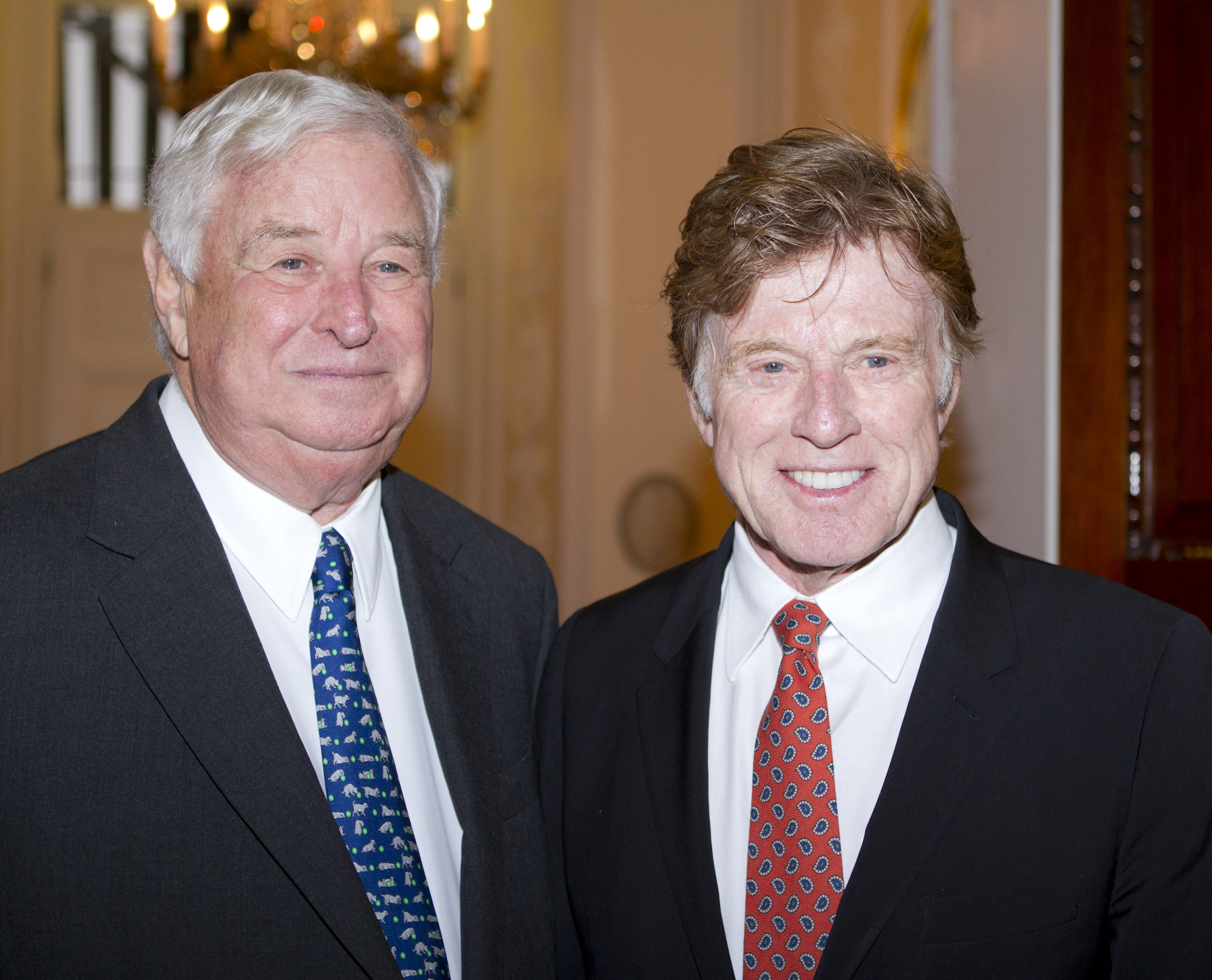
Robert Redford con el embajador Susman en 2012.

A partir de la década de 1990, Robert Redford fue espaciando sus trabajos como actor de cine, si bien siguió participando en varias producciones de prestigio por director y/o reparto. Entre ellas destacan las películas románticas Habana (1990) de Sydney Pollack (con Lena Olin) e Íntimo y personal (1996) con Michelle Pfeiffer. Pero tuvo más repercusión comercial otra película de calidad y argumento más discutibles: Una proposición indecente (1993), con Demi Moore. 
Posteriormente rodó tres grandes filmes The Last Castle (2001), Spy Game (2001) con Brad Pitt y La sombra de un secuestro (2004) con Helen Mirren. 
En 2005, rodó con Jennifer Lopez Una vida por delante, y en 2007 respaldó al entonces criticado Tom Cruise interpretando un papel en su producción Leones por corderos, junto al mismo Cruise y Meryl Streep.
En 2013, rodó como único protagonista Cuando todo está perdido, un filme sobre la supervivencia en alta mar dirigido por J.C. Chandor. Aquí Redford interpreta a un patrón de yate que ha de evitar el naufragio de la embarcación. Es un trabajo actoral muy exigente, sin más personajes que él mismo, que ha recibido muy buena crítica y permite decir con propiedad que sigue muy activo en el cine.
En 2014, rodó Captain America: The Winter Soldier, bajo la dirección de Anthony Russo y Joe Russo, interpretando al agente de alto rango de S.H.I.E.L.D., Alexander Pierce; dicho papel lo retomó en Avengers: Endgame, de 2019.
En 2015 rodó junto a Nick Nolte y Emma Thompson, Un paseo por el bosque. 
En 2017 protagonizó Nosotros en la noche junto con Jane Fonda, retomando su antigua colaboración en varias películas, la última de las cuales había sido El jinete eléctrico casi cuarenta años antes.

### Creencias políticas, religiosas y ecológicas
Para la elección presidencial de 1976, Redford preparó al Presidente Carter para el debate presidencial, obteniendo óptimos resultados, ya que Carter ganó el debate y Ford cometió varios errores. Jimmy Carter obtuvo en la elección un 50,1 % contra un 48 % de Ford.
A pesar de estar casado durante veintisiete años con Lola van Wagenen, su primera esposa quien es mormona conversa, Redford declaró ser afín al budismo.
En 1977 Redford escribió un libro de denuncia sobre la expansión estadounidense hacia el oeste, The Outlaw Trail. Luchó con éxito contra la construcción de una central eléctrica en Utah, lo que le valió numerosas amenazas.

### Vida personal
El 11 de julio de 2009 se casó con su pareja desde hacía años Sibylle Szaggars, pintora alemana. La ceremonia tuvo lugar en Hamburgo en la intimidad de la familia y amigos más próximos.
El 17 de octubre de 2020 se confirmó el fallecimiento de su hijo James Redford, confirmado por su mujer.

## Retirada anunciada
Redford anunció a los medios en agosto de 2018 que actuaría en un par de películas más y que se retiraría de la vida de actor a sus ochenta y un años, sin indicar si continuaría como director.Su última película como protagonista fue The Old man & The Gun (2018) interpretando al ladrón de bancos Forrest Tucker y formando parte en el elenco con Sissy Spacek y Cassey Affleck.
Su aparición sorpresa en la película Avengers: Endgame sería su última aparición como actor.

## Filmografía completa como actor y director

### Como actor
| Año  | Título                              | Personaje                          |
| ---- | ----------------------------------- | ---------------------------------- |
| 1962 | El que mató por placer              | Soldado Roy Loomis                 |
| 1965 | Situación desesperada               | Capitán Hank Wilson                |
| 1965 | Intimidades de una adolescente      | Wade Lewis/Lewis Wade              |
| 1966 | La jauría humana                    | Bubber Freydell                    |
| 1966 | Propiedad condenada                 | Owen Legate                        |
| 1967 | Descalzos por el parque             | Paul Bratter                       |
| 1968 | Downhill Racer                      | David Chappellet                   |
| 1969 | Butch Cassidy and the Sundance Kid  | Sundance Kid                       |
| 1969 | Willie Boy está aquí                | Sheriff Cooper                     |
| 1970 | El precio del fracaso               | Halsy Knox                         |
| 1971 | The Hot Rock                        | Bob Kurt                           |
| 1972 | Las aventuras de Jeremiah Johnson   | Jeremiah Johnson                   |
| 1972 | El candidato                        | Candidato Bill McKay               |
| 1973 | The Way We Were                     | Hubber Gardiner                    |
| 1973 | El golpe                            | Johnny Hooker                      |
| 1974 | El gran Gatsby                      | Jay Gatsby                         |
| 1975 | El gran pimiento de Waldo           | Waldo Papper                       |
| 1975 | Los tres días del cóndor            | Joseph Turner                      |
| 1976 | Todos los hombres del presidente    | Bob Woodward                       |
| 1977 | A Bridge Too Far                    | Mayor Julián Cook                  |
| 1979 | El jinete eléctrico                 | Norman «Sonny» Steele              |
| 1980 | Brubaker                            | Henry Brubaker                     |
| 1984 | El mejor                            | Roy Hobbs                          |
| 1985 | Out of Africa                       | Denys George Finch Hatton          |
| 1986 | Peligrosamente juntos               | Tom Logan                          |
| 1990 | Habana                              | Jack Weil                          |
| 1992 | A River Runs Through It             | Narrador                           |
| 1992 | Los fisgones                        | Martin Bishop/Martin Brice «Marty» |
| 1993 | Indecent Proposal                   | John Gage                          |
| 1996 | Íntimo y personal                   | Warren Justice                     |
| 1998 | The Horse Whisperer                 | Tom Booker                         |
| 2001 | The Last Castle                     | General Eugene R. Irwin            |
| 2001 | Spy Game                            | Nathan Muir                        |
| 2004 | The Clearing                        | Wayne Hayes                        |
| 2005 | An Unfinished Life                  | Einar Gilkyson                     |
| 2006 | Charlotte's Web                     | Ike, El caballo (Voz)              |
| 2007 | Leones por corderos                 | Stephen Malley                     |
| 2012 | The Company You Keep                | Jim Grant/Nick Sloan               |
| 2012 | A Fierce Green Fire                 | Narrador                           |
| 2013 | Cuando todo está perdido            | Nuestro hombre                     |
| 2014 | Captain America: The Winter Soldier | Alexander Pierce                   |
| 2015 | A walk in the Woods                 | Bill Bryson                        |
| 2015 | La verdad                           | Dan Rather                         |
| 2016 | El dragón de Pete                   | Michel Jones                       |
| 2017 | The Discovery                       | Thomás                             |
| 2017 | Nosotros en la noche                | Louis Waters                       |
| 2018 | The Old Man & the Gun               | Forrest Tucker                     |
| 2019 | Avengers: Endgame                   | Alexander Pierce                   |

### Como director
- Gente corriente (1980).
- La guerra de Milagro Beanfiel (1988).
- El río de la vida (1992).
- Quiz Show: El dilema (1994).
- El hombre que susurraba a los caballos (1998).
- The Legend of Bagger Vance (2000).
- The Conspirator (2010).
- Pacto de silencio (2012).

## Premios y distinciones
Premios Óscar
| Año  | Categoría        | Película         | Resultado |
| ---- | ---------------- | ---------------- | --------- |
| 1974 | Mejor Actor      | El golpe         | Nominado  |
| 1981 | Mejor Director   | Gente corriente  | Ganador   |
| 1995 | Mejor Película   | Quiz Show        | Nominado  |
| 1995 | Mejor Director   | Quiz Show        | Nominado  |
| 2002 | Óscar honorífico | Óscar honorífico | Ganador   |

Globos de Oro
| Año  | Categoría                      | Película                | Resultado               |
| ---- | ------------------------------ | ----------------------- | ----------------------- |
| 1965 | Nueva estrella del año - Actor | La rebelde              | Ganador                 |
| 1980 | Mejor director                 | Ordinary People         | Ganador                 |
| 1992 | Mejor director                 | El río de la vida       | Candidato               |
| 1993 | Premio Cecil B. DeMille        | Premio Cecil B. DeMille | Premio Cecil B. DeMille |
| 1994 | Mejor director                 | Quiz Show               | Candidato               |
| 1998 | Mejor director                 | The Horse Whisperer     | Candidato               |

Festival Internacional de Cine de Venecia
| Año  | Categoría                          | Película | Resultado |
| ---- | ---------------------------------- | -------- | --------- |
| 2017 | León de Oro a toda una trayectoria | -        | Ganador   |

Premios César
| Año  | Categoría        | Película | Resultado |
| ---- | ---------------- | -------- | --------- |
| 2019 | César honorífico | -        | Ganador   |

## Condecoraciones
En Estados Unidos ha recibido la Medalla Nacional de las Artes en 1996. En 2010, el presidente de Francia Nicolás Sarkozy lo condecoró con la Legión de Honor por toda su amplia y reconocida trayectoria en el mundo del cine.
En 2016 recibió en Estados Unidos la Medalla Presidencial de la Libertad por Barack Obama, junto a Michael Jordan, Tom Hanks, Robert de Niro, Diana Ross y Bruce Springsteen, entre otros.
En España una iniciativa ciudadana solicitó que se le concediera a Robert Redford el Premio Princesa de Asturias de las Artes 2016.